# Alpha-Sarcin
α-Sarcin ist ein Lektin aus dem Schimmelpilz Aspergillus giganteus. Es ist eines der wenigen hochmolekularen  Proteintoxinen aus der Gruppe der Mykotoxine.

## Wirkungsweise
α-Sarcin hemmt die eukaryotische Proteinbiosynthese, indem es die Bindung von Aminoacyl-tRNA an die Ribosomen blockiert. Es fungiert als Ribonuklease, das heißt, es trennt den Strang der Nukleotide der 28 S-rRNA, indem eine Phosphodiesterbindung gespalten wird. Dabei werden etwa 400 Nukleotide freigesetzt. In bemerkenswerter Weise erfolgt dies in unmittelbarer Nähe des Wirkortes von Ricin oder Shiga-Toxin, die als RNA-N-Glycosidasen fungieren. Ein weiteres Unterscheidungsmerkmal zwischen diesen Lektinen ist die Molekülmasse der wirksamen Untereinheiten, die bei α-Sarcin mit ca. 17 kDa wesentlich geringer ist als die entsprechenden Untereinheiten von Ricin mit etwa 30 kDa.

## Ähnliche Toxine
Die sehr ähnlichen Lektine Restrictocin und Mitogillin aus dem Schimmelpilz Aspergillus restrictus hemmen ebenso die eukaryotische Proteinsynthese.